# Schupfart
Schupfart (schweizerdeutsch: ˈʃʊpfəɾt) ist eine Einwohnergemeinde im Schweizer Kanton Aargau. Sie gehört zum Bezirk Rheinfelden und liegt im Zentrum der Region Fricktal, etwas mehr als drei Kilometer südlich der Grenze zu Deutschland.

## Geographie
Das Haufendorf liegt in einer flachen Mulde am oberen Ende des Fischingertals. Im nördlichen und im westlichen Teil des vom Fischingerbach durchflossenen Gemeindegebiets erstrecken sich die ausgedehnten Hochebenen des Eikerbergs (504 m ü. M.) und des Hellikerbergs (541 m ü. M.). Im Gegensatz zum unteren Teil des Fischingertals ist der Übergang zu den Hochflächen leicht ansteigend. Die Anstiege zum Wolberg (556 m ü. M.) im Osten und insbesondere zum Thiersteinberg (749 m ü. M.) im Süden sind hingegen stellenweise äusserst steil. Nördlich von Schupfart, im Gebiet des Eikerbergs, liegt der geographische Mittelpunkt des Fricktals.
Die Fläche des Gemeindegebiets beträgt 705 Hektaren, davon sind 233 Hektaren bewaldet und 54 Hektaren überbaut. Der höchste Punkt liegt auf 749 Metern an der Geländekante des Thiersteinbergs, der tiefste auf 408 Metern am Fischingerbach. Das Gemeindegebiet von Schupfart ist Teil des Juraparks Aargau, einem «Regionalen Naturpark von nationaler Bedeutung». Nachbargemeinden sind Münchwilen und Eiken im Norden, Frick im Nordosten, Gipf-Oberfrick im Südosten, Wegenstetten im Südwesten, Hellikon im Westen sowie Obermumpf im Nordwesten.

## Geschichte
Ältester Nachweis einer Besiedlung des Gemeindegebiets ist ein keltisches Hügelgrab der Hallstattzeit. An der Grenze zu Wegenstetten stand ein einfacher, von Römern erbauter Gutshof. Reichhaltige Funde von Gegenständen weisen auf eine Nutzung von etwa 100 bis 200 n. Chr. hin. 2004 kam bei Grabungen auf dem Herrain eine Wehranlage (Motte) aus dem 11. Jahrhundert zum Vorschein, die mit den Herren von Homberg-Thierstein in Verbindung gebracht wird. Die erste urkundliche Erwähnung von Schuphart erfolgte im Jahr 1259. Der Ortsname stammt vom althochdeutschen scupfahard und bedeutet «von vorspringendem Gelände umgebenes Weidewaldgebiet».
Um 1270 gelangte Schupfart in den Besitz der Grafen von Habsburg-Laufenburg. Ab 1386 herrschten die Habsburger, die nach dem Waldshuterkrieg von 1468 das gesamte Fricktal an Burgund verpfändeten. Als die Burgunder von den Eidgenossen während der Burgunderkriege vernichtend geschlagen worden waren, kam Schupfart 1477 wieder unter österreichische Herrschaft. Als Folge der Reichsreform des österreichischen Kaisers Maximilian I. gehörte Schupfart ab 1491 zu Vorderösterreich und lag in der Landschaft Fricktal, einer untergeordneten Verwaltungseinheit der Kameralherrschaft Rheinfelden (ab 1752 im Oberamt Breisgau). Die wichtigsten Grundbesitzer waren die Pfarrei Schupfart, das Chorherrenstift und die Johanniterkommende Rheinfelden, das Deutschordenshaus Beuggen und das Damenstift Säckingen.

Luftansicht (1958)

Im 17. Jahrhundert war das Dorf von zahlreichen Schicksalsschlägen betroffen. Bei einer Pestepidemie im Jahr 1611 starben 95 der damals 174 Dorfbewohner. Der Rappenkrieg, ein Bauernaufstand, dauerte von 1612 bis 1614. Der Dreissigjährige Krieg, der zwischen 1633 und 1638 auch das Fricktal erfasste, warf das Dorf in seiner wirtschaftlichen Entwicklung zurück. Auch während des Pfälzischen Erbfolgekriegs (1688–1697) zogen fremde Truppen durch die Region. 1797 wurde das Fricktal nach dem Frieden von Campo Formio ein französisches Protektorat. Während des Zweiten Koalitionskrieges verlief hier die Frontlinie zwischen den Armeen Frankreichs und Österreichs. Ein Grossbrand, der durch die Fahrlässigkeit französischer Soldaten ausgelöst wurde, zerstörte am 13. Juni 1800 zwölf Häuser. Am 20. Februar 1802 wurde Schupfart eine Gemeinde im Distrikt Frick des Kantons Fricktal, der sich im August der Helvetischen Republik anschloss. Seit dem 19. Februar 1803 gehört die Gemeinde zum Kanton Aargau.
Schlechte Ernten und Reblaus-Epidemien führten in der zweiten Hälfte des 19. Jahrhunderts zu einer Auswanderungswelle. Zwischen 1850 und 1910 ging die Bevölkerungszahl um fast ein Viertel zurück. Danach folgte ein leichter, aber konstanter Anstieg, und das Dorf wandelte sich ab den 1960er Jahren allmählich von einer Bauern- zu einer Wohngemeinde. Seit Beginn der 1980er Jahre ist die Bevölkerungszahl dank der attraktiven Wohnlage um über fünfzig Prozent angestiegen.

## Wappen
Die Blasonierung des Gemeindewappens lautet: «In Weiss grünes Lindenblatt.» Das Lindenblatt ist dem Siegel des Vogtamtes Frick der Grafen von Homburg-Tierstein entnommen und erschien erstmals 1872 auf dem Gemeindesiegel. Bereits von 1802 bis 1803 hatte der Kanton Fricktal dieses Wappen geführt.

## Sehenswürdigkeiten
Entlang der Hauptstrasse ist die Bebauung äusserst kompakt; sie besteht aus traufständigen Vielzweckbauten des späten 18. und des 19. Jahrhunderts mit durchlaufenden Satteldächern. Die Geschichte der römisch-katholischen Pfarrkirche St. Leodegar reicht bis in die zweite Hälfte des 10. Jahrhunderts zurück. Das heutige Kirchengebäude entstand in den Jahren 1795 bis 1797 in klassizistischer Bauweise. In der Nische eines Hauses an der Obermumpferstrasse befindet sich eine rund einen Meter hohe, spätbarocke Statue des Heiligen Johannes Nepomuk aus dem frühen 18. Jahrhundert.

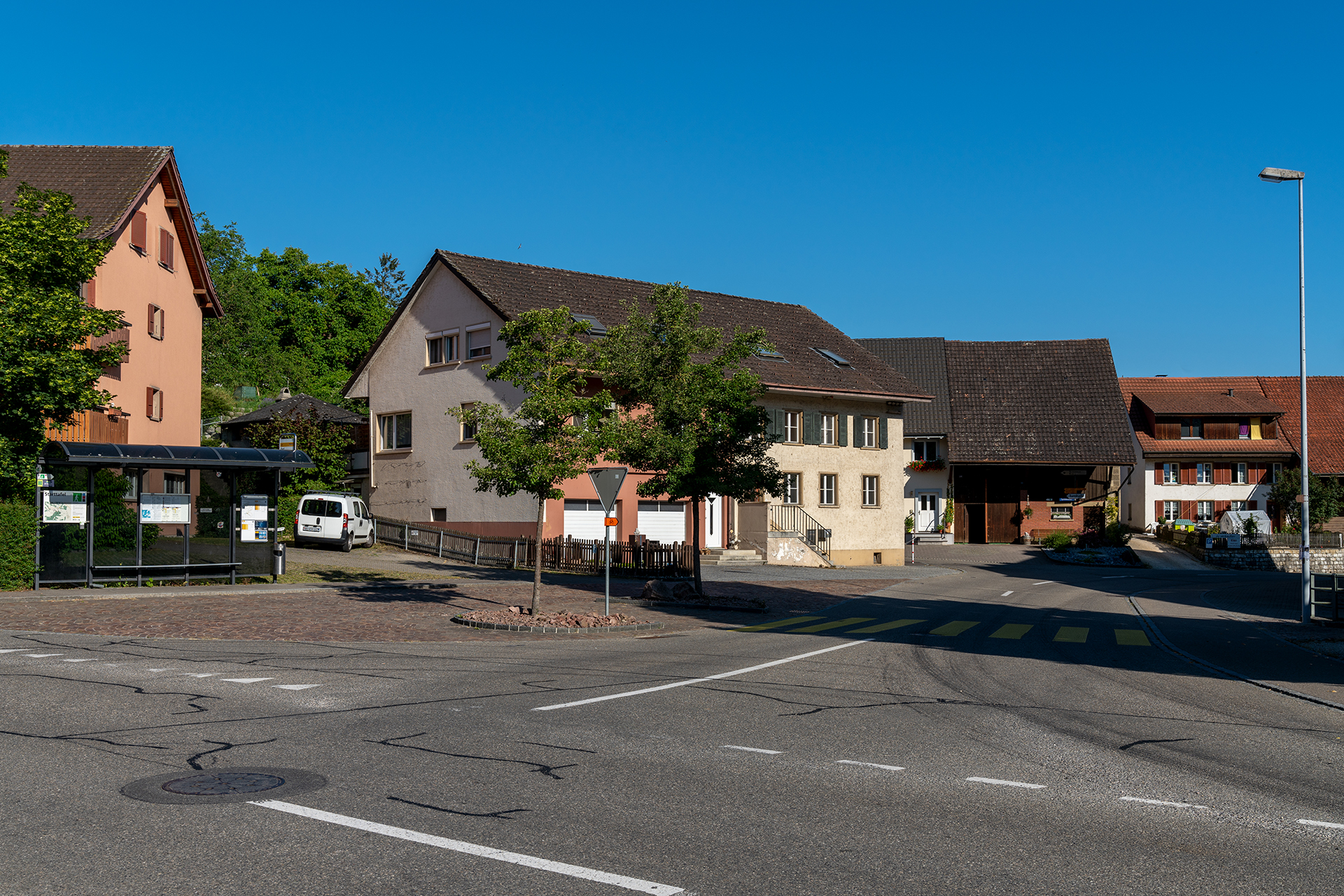
Dorfkern, Bushaltestelle
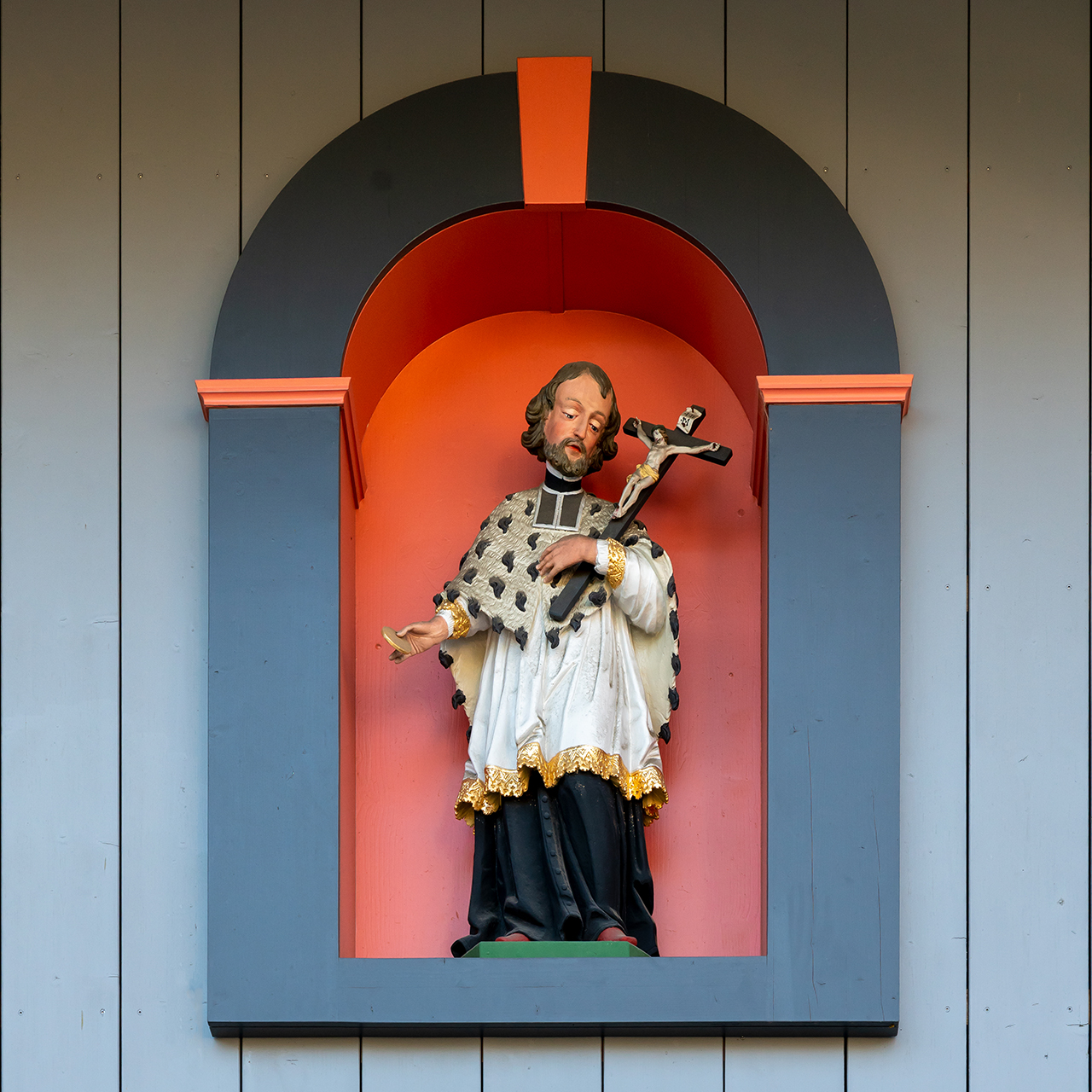
Spätbarocke Nepomuk-Statue
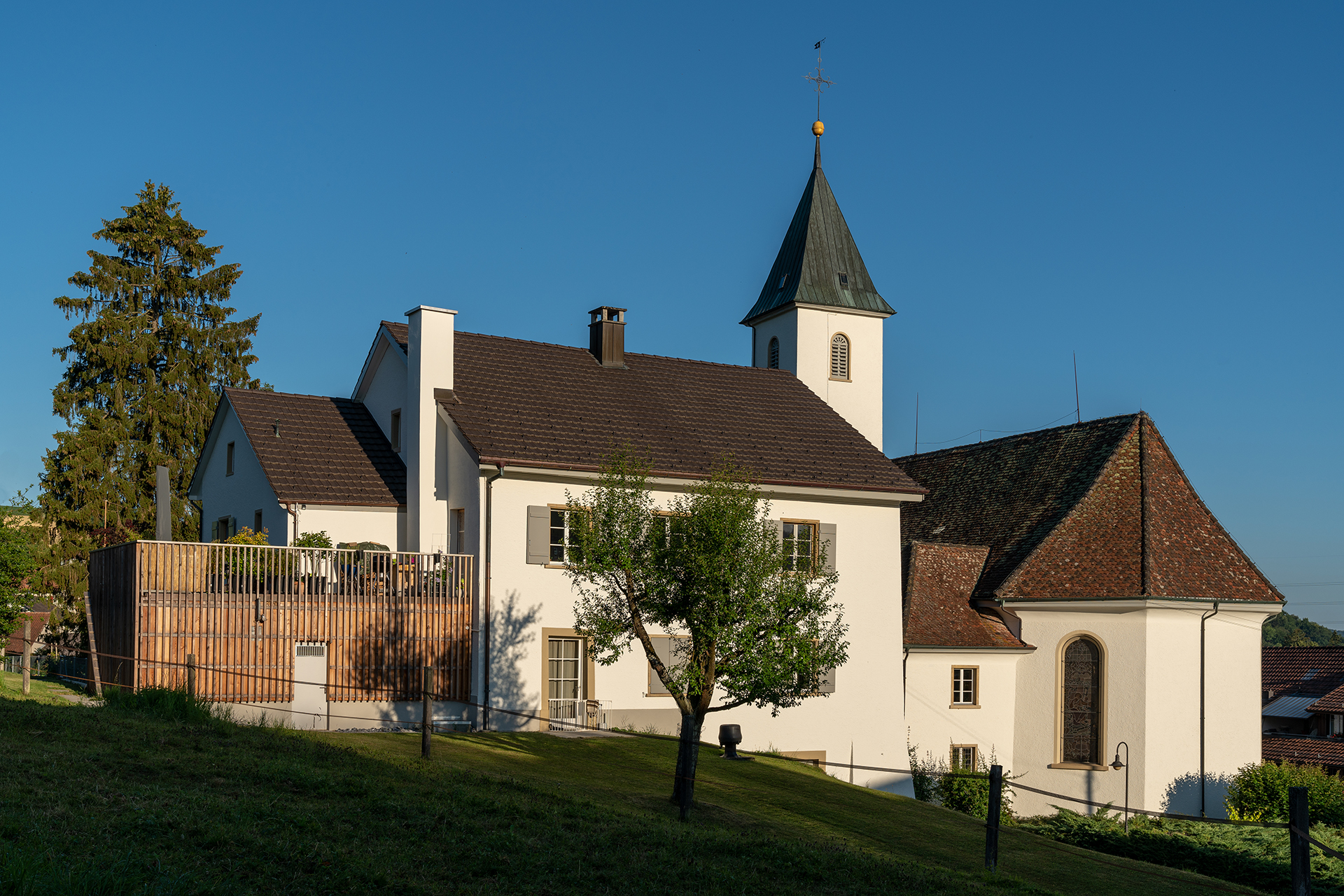
Pfarrhaus und Pfarrkirche
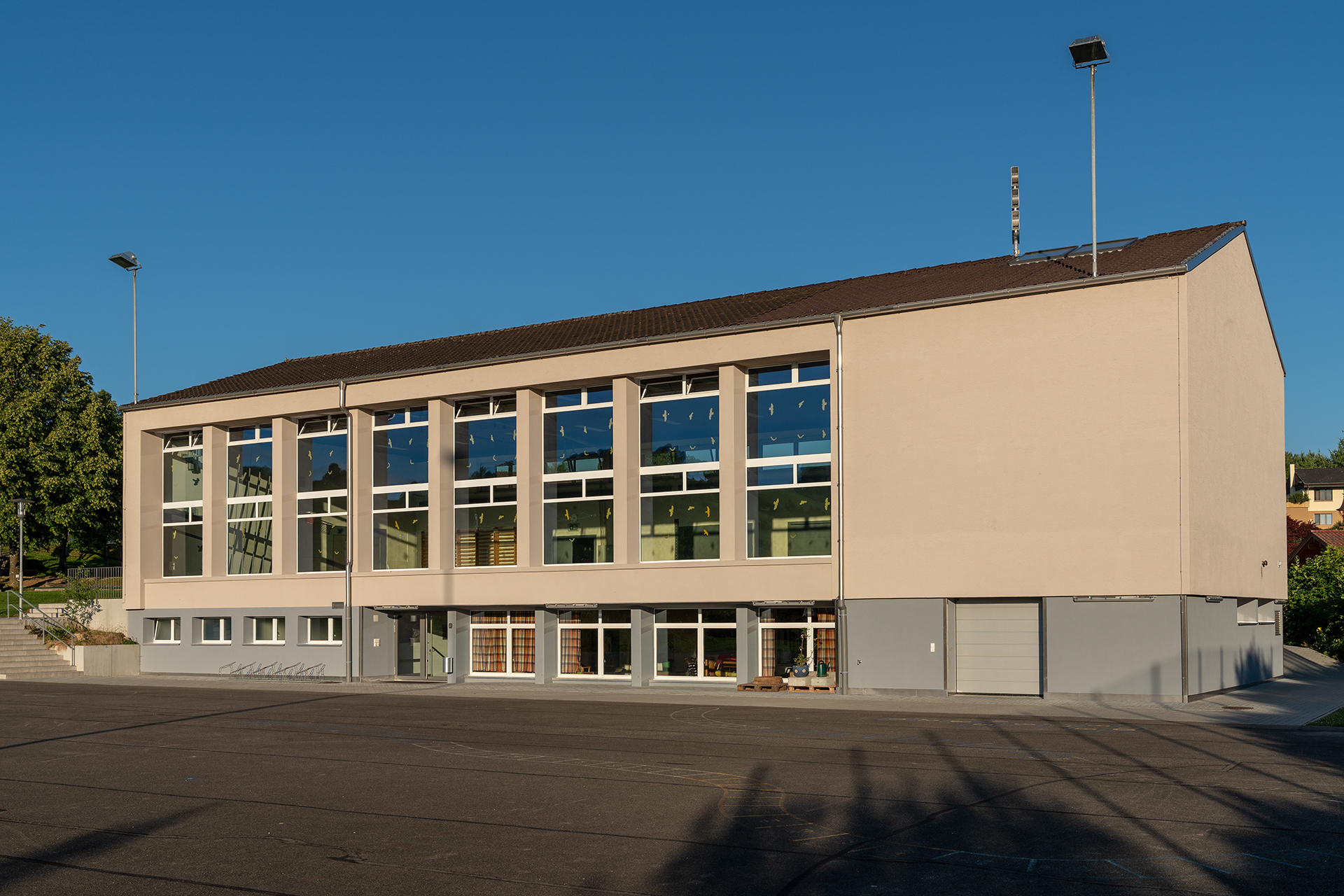
Turnhalle
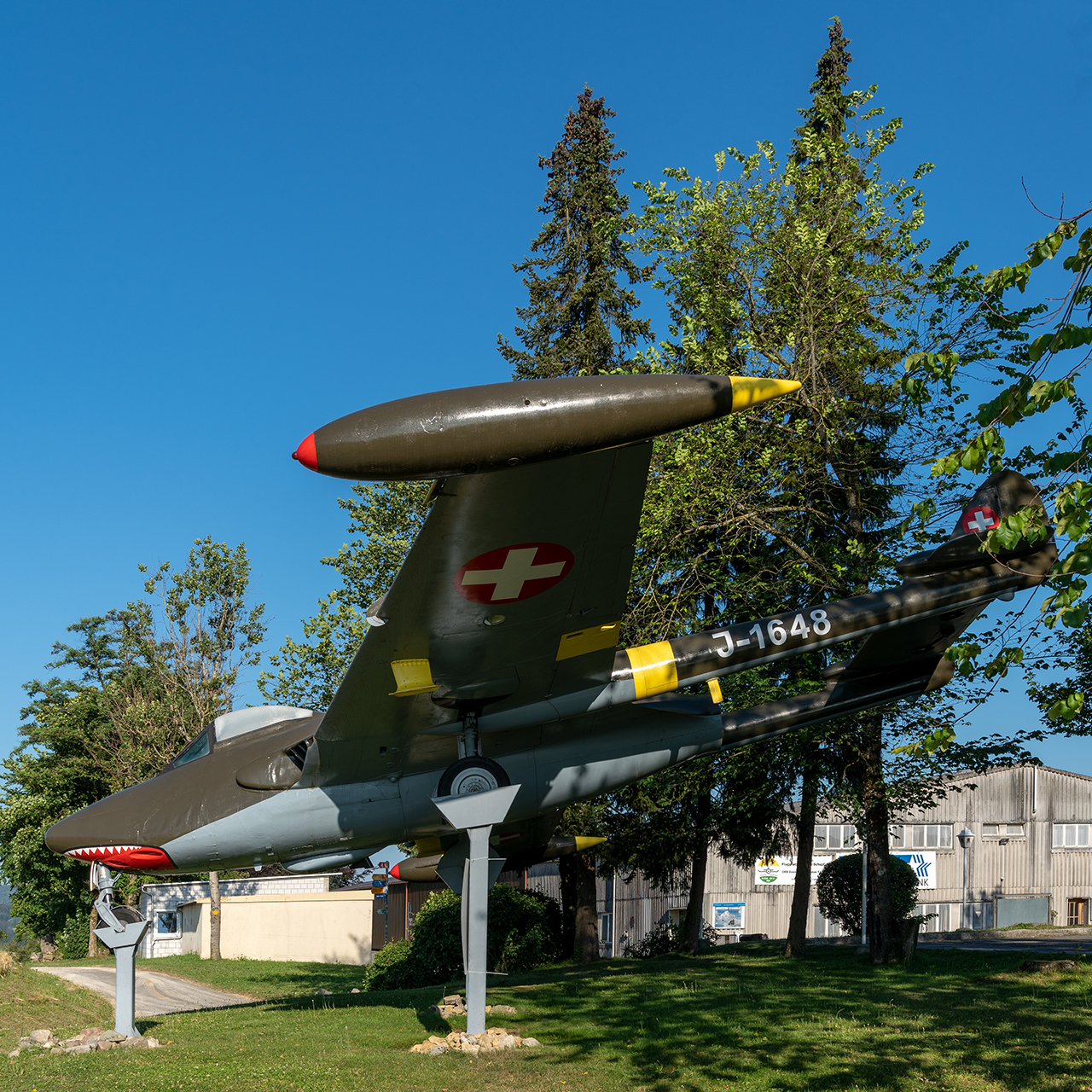
Venom beim Flugplatz Schupfart
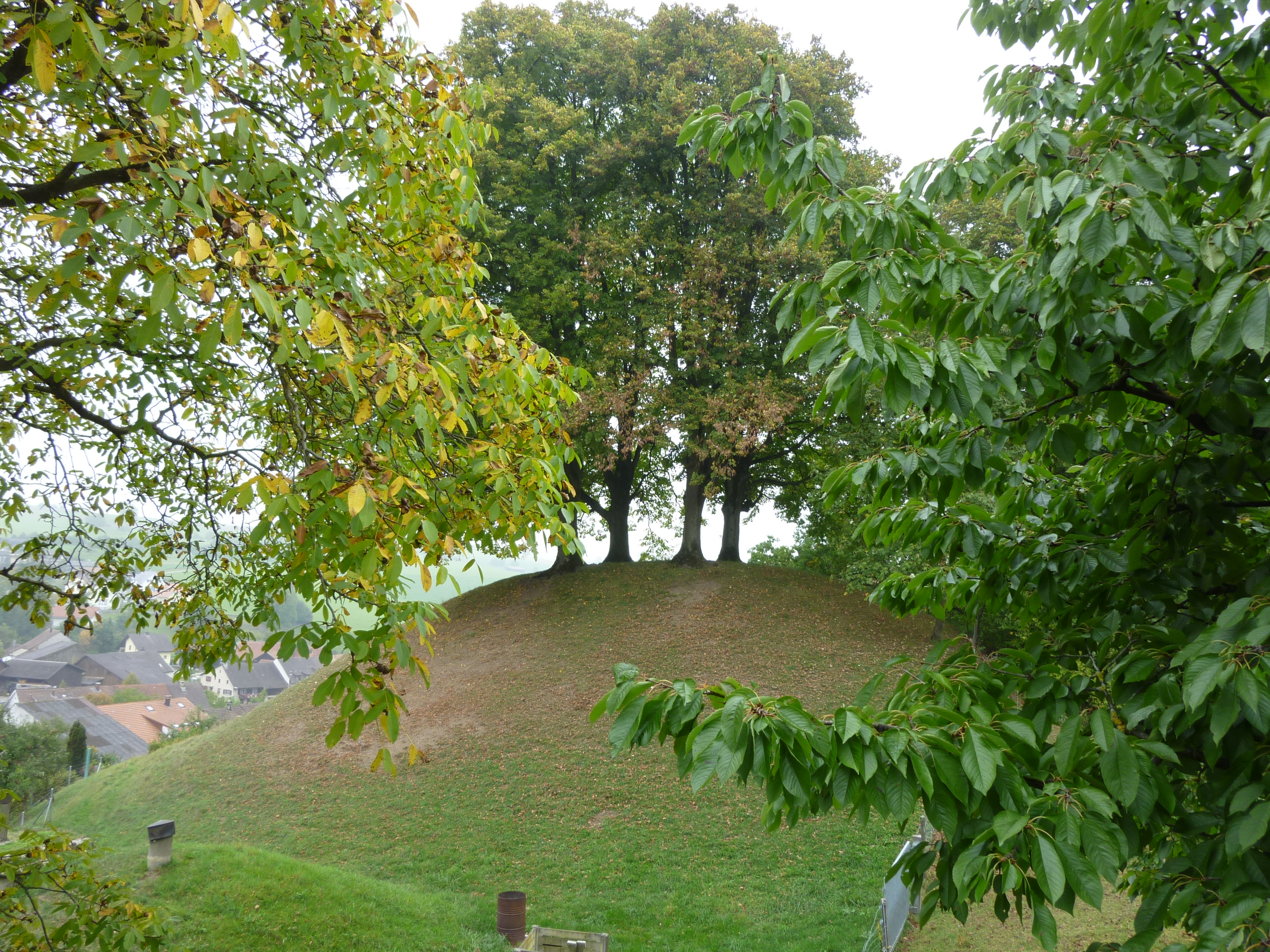
Der Herrain war Standort einer mittelalterlichen Wehranlage

## Bevölkerung
Die Einwohnerzahlen entwickelten sich wie folgt:
| Jahr      | 1768 | 1850 | 1900 | 1930 | 1950 | 1960 | 1970 | 1980 | 1990 | 2000 | 2010 | 2020 |
| Einwohner | 253  | 530  | 424  | 491  | 488  | 505  | 511  | 504  | 542  | 681  | 769  | 803  |

Am 31. Dezember 2023 lebten 883 Menschen in Schupfart. Der Ausländeranteil beträgt 18,8 %. Bei der Volkszählung 2015 bezeichneten sich 58,7 % als römisch-katholisch und 17,0 % als reformiert; 24,3 % waren konfessionslos oder gehörten anderen Glaubensrichtungen an. 96,5 % gaben bei der Volkszählung 2000 Deutsch als ihre Hauptsprache an.

## Politik und Recht

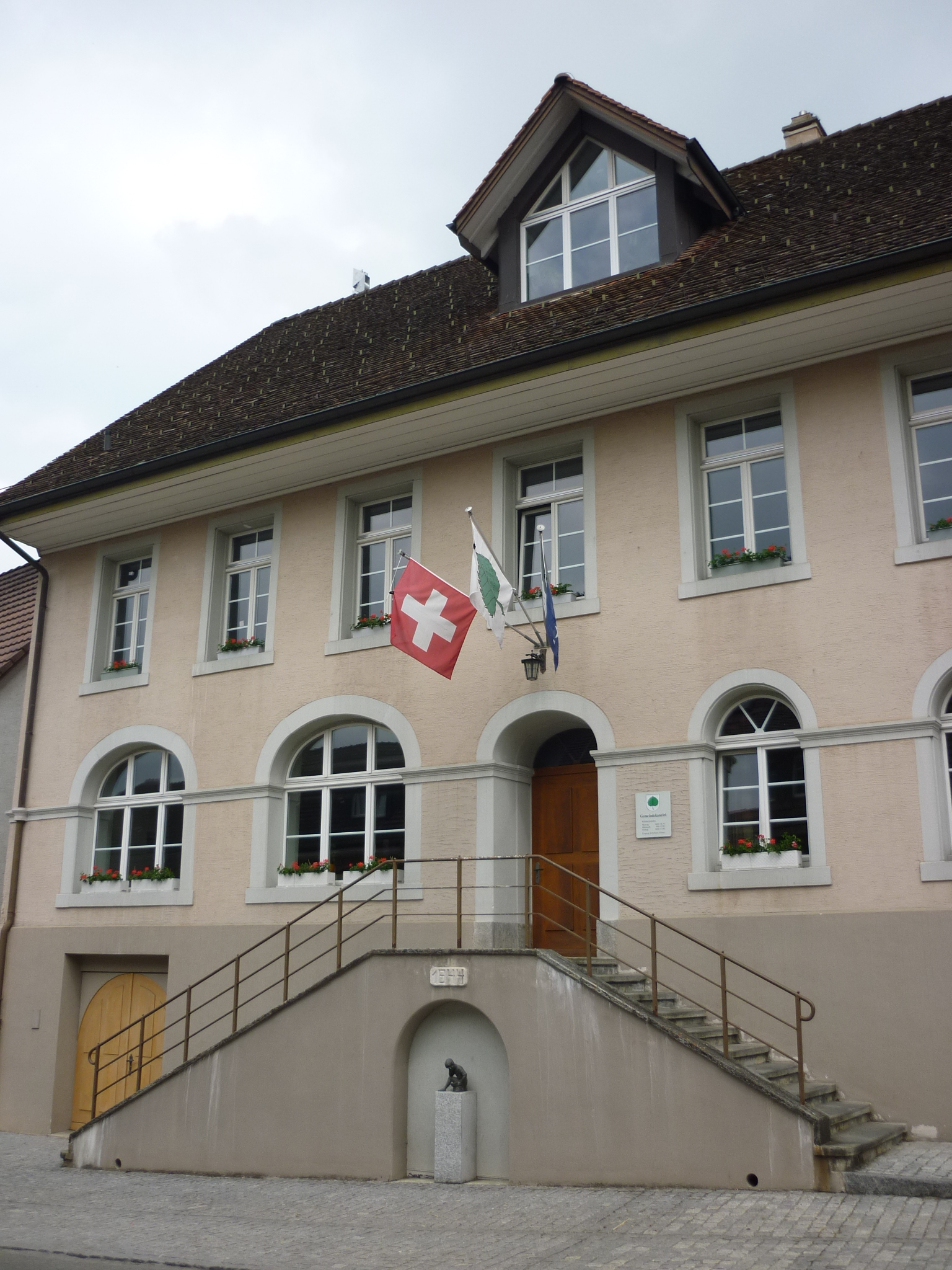
Gemeinde- und Schulhaus

Die Versammlung der Stimmberechtigten, die Gemeindeversammlung, übt die Legislativgewalt aus. Ausführende Behörde ist der fünfköpfige Gemeinderat. Er wird im Majorzverfahren vom Volk gewählt, seine Amtsdauer beträgt vier Jahre. Der Gemeinderat führt und repräsentiert die Gemeinde. Dazu vollzieht er die Beschlüsse der Gemeindeversammlung und die Aufgaben, die ihm vom Kanton zugeteilt wurden. Für Rechtsstreitigkeiten ist in erster Instanz das Bezirksgericht Rheinfelden zuständig. Schupfart gehört zum Friedensrichterkreis XIV (Rheinfelden).

## Wirtschaft
In Schupfart gibt es gemäss der im Jahr 2015 erhobenen Statistik der Unternehmensstruktur (STATENT) rund 190 Arbeitsplätze, davon 29 % in der Landwirtschaft, 20 % in der Industrie und 51 % im Dienstleistungssektor. Die meisten Erwerbstätigen sind Wegpendler; viele arbeiten in der chemischen Industrie in Stein, Sisseln und Kaisten. Zahlreiche Arbeitsplätze bieten die grösseren Gemeinden des Fricktals (Möhlin, Rheinfelden und Frick) sowie die Agglomeration der Stadt Basel.

## Verkehr
Schupfart liegt abseits der Hauptverkehrsachsen, ist aber über mehrere Nebenstrassen erreichbar. Diese führen nach Mumpf, Eiken und Wegenstetten. Der nächstgelegene Anschluss der Autobahn A3 befindet sich in Eiken, vier Kilometer vom Schupfarter Dorfzentrum entfernt. Die Anbindung an das Netz des öffentlichen Verkehrs erfolgt durch die Postautolinie von Möhlin durch das Fischingertal nach Wegenstetten. An Wochenenden verkehrt ein Nachtbus von Möhlin durch das Möhlintal und das Fischingertal zurück nach Möhlin.

## Bildung
Die Gemeinde verfügt über einen Kindergarten und eine Primarschule. Nach der Aufhebung des Oberstufenzentrums Fischingertal in Mumpf vom Juli 2019 besuchen die Real- und Sekundarschüler den Unterricht an der Kreisschule Unteres Fricktal (KUF) in der Schulanlage Engerfeld Rheinfelden. Die Bezirksschule kann wahlweise in Rheinfelden oder Möhlin absolviert werden. Aufgrund einer interkantonalen Vereinbarung können Jugendliche aus Teilen des Fricktals das Gymnasium in Muttenz (Kanton Basel-Landschaft) oder in Basel absolvieren.

## Sport und Kultur
Am Rande der Hellikerberg-Hochebene befindet sich der Flugplatz Fricktal-Schupfart für kleine Motor- und Segelflugzeuge (ICAO-Kennung LSZI).
Bis 1980 fanden in Schupfart Motocross-Rennen statt. Das Dorf war Startort der zweiten Etappe der Tour de France 1982.
Jedes Jahr findet Ende September auf dem Flugplatzgelände das «Schupfart Festival» statt, ein in der ganzen Schweiz bekannter, dreitägiger Anlass: je ein Abend Pop/Rock, Country und volkstümliche Schlager.

## Persönlichkeiten
- Émile Freivogel (* 1926), Radrennfahrer